# Smikros
Smikros (in greco antico: Σμίκρος?; fl. 510 a.C. / 500 a.C.) fu un ceramografo attico attivo ad Atene.

## Attività

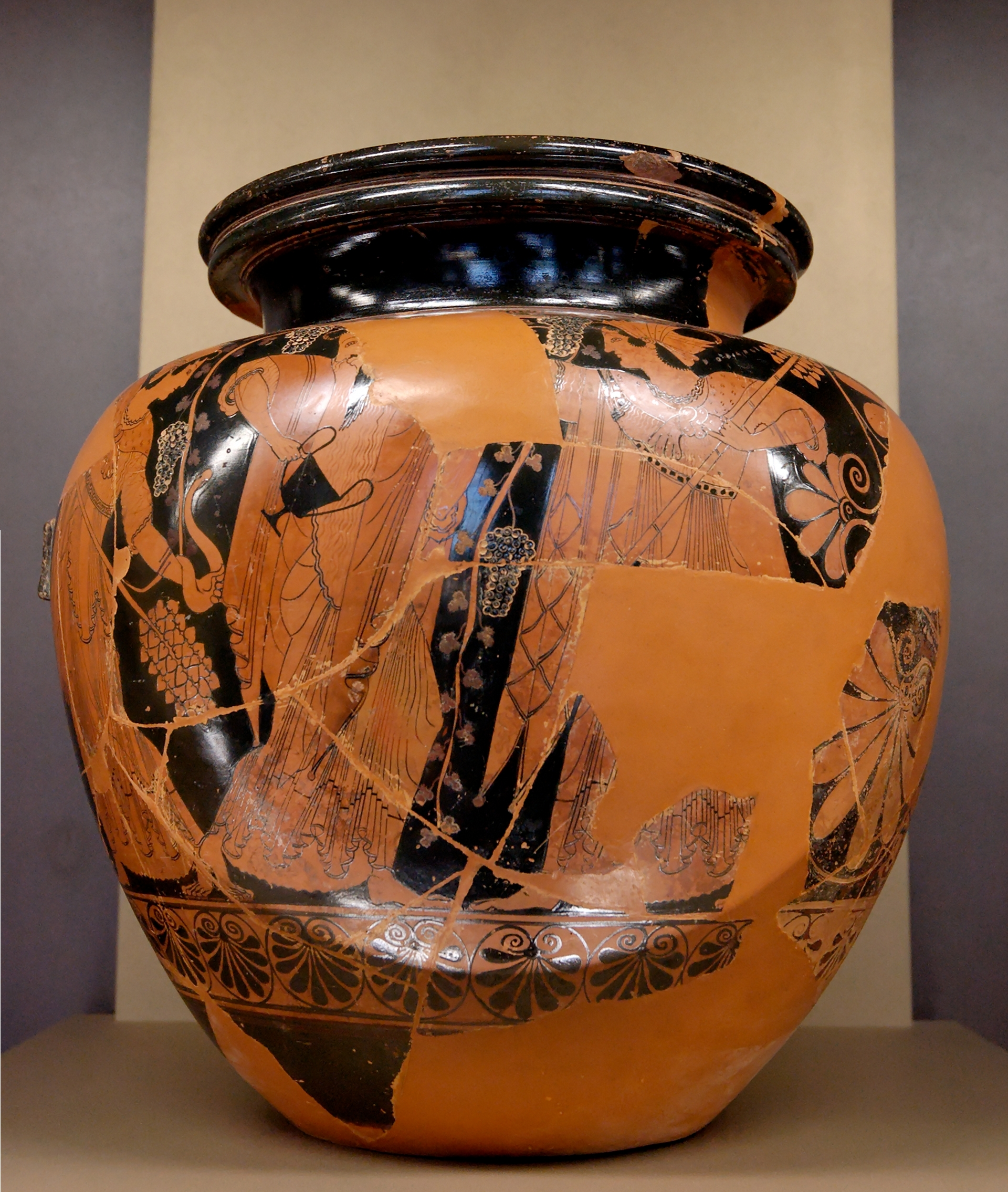
Menadi e Dioniso, Stamnos attico a figure rosse, circa 520–510 a.C.

Fece parte del gruppo di ceramografi e ceramisti che John Beazley chiamò Pionieri e che crearono il nuovo stile decorativo a partire dalla tecnica a figure rosse di recente invenzione. Smikros fu un seguace e imitatore di Eufronio; la sua firma come ceramografo ci giunge su due stamnoi a Bruxelles e a Londra, tra i quali il primo è il suo migliore e più noto lavoro. Il lato principale rappresenta una scena di simposio entro la quale particolare cura l'autore ha dedicato alla figura di un giovane banchettante, vicino al quale si trova la scritta «Smikros» e che è ritenuta una sorta di autoritratto.